# La Flèche d'or (Paris)
Pour les articles homonymes, voir La Flèche d'or.
La Flèche d'or est une salle de concert située au 102 bis, rue de Bagnolet dans le 20e arrondissement de Paris, dans les bâtiments de l'ancienne gare de Charonne de la Petite Ceinture.

## Histoire
La flèche d'or fut longtemps connue pour être un bar à ambiance. En 1995,, des étudiants des Beaux-Arts de Paris et de l'École nationale supérieure d'arts de Paris-Cergy aménagent un café-concert dans la gare désaffectée de Charonne. Le nom de la salle vient de La Flèche d'or, train Paris-Londres entre 1926 et 1972.  L'association Art'Flesh se domicilie sur place en mars 1998 et prend en charge la programmation musicale du lieu.
La Flèche d'or ferme une première fois en avril 2009 pour nuisances sonores et difficultés financières avant d'être rouverte en novembre de la même année,.
En décembre 2016, la salle met définitivement la clé sous la porte. En mai 2017, la maire (PS) du 20e arrondissement, Frédérique Calandra, annonce à la presse que la société O'Sullivans, enseigne spécialisée dans les pubs irlandais, s'est positionnée pour reprendre et réhabiliter le bâtiment.
Dans cette longue série d'activités et de suspensions, après l'épisode 'pub irlandais', (en cours de réaménagement) 2020 voit d'assez différents nouveaux projets pour la vie de ce lieu.
En novembre 2019, l'ancienne gare de Charonne est occupée par un collectif mêlant des Gilets Jaunes, des militants écologistes, et des militantes LGBTQI. Ces collectifs en font une maison des peuples. Ils sont expulsés manu militari par la police au bout de seulement deux jours d'occupation. 
Finalement, le 21 juillet 2020, le Conseil municipal du 20e arrondissement, a émis un vœu afin « que la Ville de Paris fasse rapidement une offre d'achat de la Flèche d'Or au propriétaire Keys Asset Management », ce dernier se déclarant prêt à le céder. La Flèche d'Or est depuis animée par huit collectifs: Curry Vavart, Gare XP, Collectif Mu, DOXA ESTA, Pieg, Ancoats, DOC et ObliQ.
Durant les émeutes de 2023, la salle fait polémique en organisant un concert de soutien aux émeutiers interpellés par la police. L'évènement est finalement annulé. 